# The Year’s Best Horror Stories
The Year’s Best Horror Stories war eine jährlich erscheinende Anthologie des US-amerikanischen Verlags DAW Books.
Als Donald A. Wollheim 1971 zusammen mit seiner Ehefrau Elsie diesen Verlag gründete, war unter den ersten Veröffentlichungen – neben den Reihen The Annual World’s Best SF und The Year’s Best Fantasy Stories für die Genres Science-Fiction und Phantastik – die Reihe The Year’s Best Horror Stories.
Dafür konnte Wollheim als verantwortlichen Herausgeber 1971 Richard Davis gewinnen, der diese Aufgabe bis 1973 innehatte. Nach einer Pause von zwei Jahren übernahm Gerald W. Page diese Aufgabe bis 1979 und Karl Edward Wagner führte diese Reihe bis zu seinem Tod 1994 fort.

## Ausgaben

### Erster Band
1971. 174 S. Inhalt:
|  | - Richard Matheson: Prey. - Robert Bloch: Double Whammy. - Davis Riley: After nightfall. - John Ramsey Campbell: Scar. - Kit Reed: Winter. - Robert McNear: Death'S door. - Ralph Norton: Warp. | - E. C. Tubb: Lucifer. - Terri E. Pinckard: The hate. - Eddy C. Bertin: I wonder what he wanted. - Brian Lumley: The Sister City. - Celia Fremlin: A quiet game. - Peter Oldale: Problem child. - Elizabeth Fancett: When morning comes. |

### Zweiter Band
1972. 207 S. Inhalt:
|  | - Gerald W. Page: Thirst. - Brian Lumley: David'S worm. - Gary Brandner: The price of a demon. - Basil Copper: The knocker at the portico. - Steve Chapman: The Throaway man. | - Rosemary Timperley: The woman with the mauve face. - Ronald Blythe: Shadows of the living. - Robert Bloch: The animal fair. - John Ramsey Campbell: Napier Court. - T. K. Brown: Haunts of the Very Rich. |

### Dritter Band
1973. 173 S. Inhalt:
|  | - Harlan Ellison: The whimper of whipped dogs. - John Ramsey Campbell: The man in the underpass. - T. E. D. Klein: S.F. - Clive Sinclair: Uncle Vlad. - Brian M. Stableford: Judas story. - Brian Lumley: The house of Cthulhu. - Allan Weiss: Satanesque. | - SteveChapman: Burger Creature. - Tim Stout: Wake up dead. - Bernard Taylor: Forget-me-not. - Gregory Firtgerald: Halloween Story. - Charles E. Fritch: Big, Wide, Wondeful World. - Eddy C. Bertin: The taste of your love. |

### 1974
nicht erschienen

### 1975
nicht erschienen

### Vierter Band
1976. 208 S. Inhalt:

### Fünfter Band
1977. 237 S. Inhalt:
|  | - Jerry Sohl: The service. - Joseph Payne Brennan: Long Hollow Swamp. - H. Warner Munn: The well. - Arthur Byron Cover: The dayit rained lizards. | - Karl Edward Wagner: Sing a last song of Valdese. - Tanith Lee: Huzdra. - Manly Wade Wellman: Where the Woodbine Twineth. |

### Sechster Band
1978. 239 S. Inhalt:
|  | - David Campton: At the bottom of the garden. - Janet Fox: Screaming to get out. - Karl Edward Wagner: Undertow. - Dennis Etchison: I can hear the dark. - Manly Wade Wellman: Ever the faith endures. | - Lisa Tuttle: The Horse Lord. - Tanith Lee: Winter white. - William Scott Home: A cobweb of pulsing veins. - David Drake: Best of luck. |

### Siebter Band
1979. 221 S. Inhalt:

### Achter Band
1980. 221 S. Inhalt:
|  | - Russell Kirk: Lex Talionis. - Harlan Ellison: All the Birds Come Home to Roost. - Hugh B. Cave: From the Lower Deep. - David Grubb: the Baby Sitter. - John Tibbetts: The Well at the Half Cat. - Eddy C. Bertin: My beautiful Darkling. - George Hay: A Serious Call. - Alan Ryan: Sheets. | - Kevin A. Lyons: Billy Wolfe's Riding Spirit. - Robert Keeve: Entombed. - Steve Sneyd: A Fly one. - Charles L. Grant: Needle Song. - Richard A. Moore: The devil behind you - Dennis Etchison: The dead line. - John Ramsey Campbell: To wake the dead. |

### Neunter Band
(DAW Book; 445). 1981. 223 S. Inhalt:
|  | - Stephen King: The monkey. - John Ramsey Campbell: The Gap. - Neil Olonoff: The Cats of Pere Lachaise. - Basil A. Smith: The Propert Bequest. - Dennis Etchison: On Call. | - Peter Shilston: The catacomb. - T. E. D. Klein: Black man with a horn. - Williamn Relling: The King. - Harlan Ellison: Footsteps. - Peter Valentine Timlett: Without Rhyme or Reason. |

### Zehnter Band
(DAW Book; 493). 1982. 240 S. Inhalt:
|  | - M. John Harrison: Egnaro. - Jeff Hecht: On 202. - A. F. Kidd: Old Hobby Horse. - Jack Dann u. a.: Touring. - David G. Rowlands: Wyntours. - Dennis Etchison: The Dark Country. - Howard Goldsmith: Homecoming. | - David Campton: Fistborn. - G. W. Perriwils: Luna. - Les Freeman: Mind. - David Clayton Carrad: Competition. - Harlan Ellison: Broken Glass. - Charles L. Grant: Every Time You Say „I love you“. - John Ramsey Campbell: The trick. |

### Elfter Band
(DAW Book; 553). 1983. 237 S. Inhalt:
|  | - Manly Wade Wellman: Rouse him not. - Richard Laymon: The grab. - Frances Garfield: The House at Evening. - John Alfred Taylor: I had dream'd a dreary dream. - Dennis Etchison: Deathtracks. - Sheila Hodgson: Follow. - Jeffrey Goddin: The smell of cherries. - David Campton: Posthumous Bequest. | - Michael Kube-McDowell: Slippage. - David G. Rowlands: The Executor. - Lawrence C. Connolly: Mrs. Halfbooger's Basement. - Thomas F. Monteleone: Spare the child. - M. John Harrison: The new rays. - Donald Tyson: Cruising. - Al Sarrantonio: Pumkine Head. - John Ramsey Campbell: The depths. |

### Zwölfter Band
(DAW Book; 603). 1984. 239 S. Inhalt:
|  | - Jane Yolen: Names. - Malcolm Edwards: After-Images. - David Drake: Out of Africa. - Scott Bradfield: The „Flash!“ Kid. - Stephen King: Uncle Otto's Truck. - John Ramsey Campbell: Just waiting. - Juleen Brantingham: The Ventriloquist's Daughter. - Roger Johnson: The Wall-Painting. - Al Sarrantonio: The Man with legs. - Billy Wolfenbarger: The Attic. | - David J. Schow: One for the Horrors. - Frances Garfield: Come to the Party. - Vincent McHardy: Keep sake. - David Langford: 3:47 AM. - Tanith Lee: Elle est mort. - Dennis Etchison: The Chair. - Lawrence C. Connolly: Echoes. - Jon Wynne-Tyson: Mistral. - Susan Casper: Spring-Fired Jack. |

### Dreizehnter Band
(DAW Book; 648). 1985. 251 S. Inhalt:
|  | - Stephen King: Mrs. Todd's Shortcut. - Charles L. Grant: Are You Afraid of the Dark. - John Gordon: Catch your death. - Gardner Dozois: Dinner Party. - Daniel Wynn Barber: Tiger in the snow. - David J. Schow: Coming soon to a Theatre near you. - Leslie Halliwell: Hands with long Fingers. - Fred Chappell: Weird Tales. - Jovan Panich: The Wardrobe. | - Vincent McHardy: Angst for the memories. - David Langford: The thing in the bedroom. - John Brizzolara: Borderland. - Roger Johnson: The Scarecrow. - James B. Hemesath: The End of the World. - John Gordon: Never Grow up. - Charles Wagner: Deadlights. - Dennis Etchison: Talking in the dark. - John Ramsey Campbell: Watch the Birdie. |

### Vierzehnter Band
(DAW Book; 688). 1986. 291 S. Inhalt:
|  | - Charles L. Grant: Penny Daye. - David B. Silva: Dwindling. - Philip C. Heath: Dead Men's Fingers. - Leonard Carpenter: Dead Week. - David J. Schow: Bunny didn't tell us. - Tanith Lee: Pinewood. - Michael Reaves: The Night People. - William F. Nolan: Ceremony. - Dennis Etchison: The woman in black. - Simon Clark: Beside the seaside, beside the sea. | - Stephen F. Wilcox: Mother's Day. - Vincent McHardy: Lava Tears. - Wayne Allen Sallee: Rapid Transit. - John Alfred Taylor: The Weight of Zero. - Christopher Burns: John's Return to Liverpool. - Paul M. Sammon: Before the Storm. - David S. Garnett: Red Christmas. - Steve Sneyd: Too Far Behind Gradina. - John Ramsey Campbell: The Sneering. |

### Fünfzehnter Band
(DAW Anthologies; 15). 1987. 300 S. Inhalt:
|  | - Robert Bloch: The Yugoslaves. - Joe R. Lansdale: Tight little stiches in a dead man'S back. - John Ramsey Campell: Apples. - William F. Wu: Dead White Women. - Charles L. Grant: Crystal. - Ron Leming: Retirement. - Ron Wolfe: The man who did tricks with glass. - John Alfred Taylor: The Olympic Runner. | - Wayne Allen Sallee: Take the „A“ Train. - Joel Lane: The Foggy, Foggy Dew - Tina Rath: The Godmother. - W. H. Pugmire u. a.: Pale, Trembling Youth. - David J. Show: Red Light. - Brad Strickland: In the Hour Before Dawn. - Brian Lumley: Necros. - Ronald Chetwynd-Hayes: Acquiring a Family. |

### Sechzehnter Band
(DAW Book; 760). 1988. 303 S. Inhalt:
|  | - Stephen King: Popsy. - Greg Egan: Neighbourhood Watch. - Jane Yolen: Wolf-Child. - Charles L. Grant: Everything to live for. - David Crampton: Repossession. - John Ramsey Campbell: Merry May. - Wayne Allen Sallee: The Touch. - Ronald Chetwynd-Hayes: Moving Day. | - Leslie Halliwell: La nuit de chiens. - Sheila Hodgson: Echoes from the Abbey. - Jack M. Dann: Visitors. - A. F. Kidd: The Bellfounder's wife. - Dennis Etchison: The scar. - T. Winter-Damon: Martyr Without Canon. - Brian Lumley: The Thin People. - Michael Shea: Fat Face. |

### Siebzehnter Band
(DAW Book; 796). 1989. 351 S. Inhalt:
|  | - Brian Lumley: Fruiting Bodies. - Nina Kiriki Hoffman: Works of Art. - Harlan Ellison: She's a Young Thing and cannot Leave her Mother. - Ian Watson: The Resurrection Man. - Charles L. Grant: Now and Again in Summer. - Dennis Etchison: Call 666. - M. John Harrison: The Great God Pan. - Brad Strickland: What Dreams May Come. - Ronald Chetwynd-Hayes: Regression. - Don Webb: Souvenirs. | - Wayne Allen Sallee: Bleeding Between the Lines. - John Ramsey Campbell: Playing the Game. - Ian Watson: Lost Bodies. - Nicholas Royle: Ours Now. - Elizabeth Hand: Prince of Flowers. - Robert Frazier: The Daily Chernobyl. - Charles L. Grant: Snowman. - Thomas F. Monteleone: Nobody's Perfect. - Gregory Nicoll: Dead Air. - Leonard P. Carpenter: Recrudescents. |

### Achtzehnter Band
(DAW Anthologies; 22). 1990. 285 S. Inhalt:

### Neunzehnter Band
(DAW Book; 863). 1991. 366 S. Inhalt:
|  | - Andrew J. Wilson: Speed Dreams. - Conrad Hill: The grief condition. - J. L. Comeau: Firebird. - Nina Kiriki Hoffman: Life sentences. - Richared McMahan: Trophies. - Sean Brdrick: Lord of the Creepies. - Steve Vernon: Mongrel. - Kim Newman: The man who collected Barker. - D. F. Lewis: Hide and Seek. - C. S. Fuqua: Walking after midnight. - Joe Froelich: The hermit. - Roger Johnson: The soldier. | - Mike Newland: The book of blurbs, vol. 1. - Robert Hood: You're a sick man, Mr. Antwhistle. - David Drake: Elfin pipes of Northworld. - Kim Antineau: A Bar called „Charley's“. - James B. Hemesath: Custer at the Wheel. - Patrick McLeod: Identity Crisis. - Nicholas Royle: Negatives. - David Niall: A candle in the sun. - John Ramsey Campbell: The worst frog of the year. - Wayne Allen Sallee: I'll give you half-scairt. - Ed Gorman: Different kinds of dead. - Philip Nutman: Full throttle. |

### Zwanzigster Band
(DAW Book; 893). 1992. 349 S. Inhalt:
|  | - Nina Kiriki Hoffman: An Invasion of Angels. - Alan Brennert: Ma Qui. - John Ramsey Campbell: The Same in Any Language. - Dennis Etchison: Call Home. - Jeffrey Goddin: A Scent of Roses. - Nancy Kilpatrick: Root Cellar. - Michael A. Amzen: An Eye for An Eye. - Brian Lumley: The Picknickers. - Wayne Allen Sallee: With the Wound Still Wet. - D. F. Lewis: My Giddy Aunt. - Sheila Hodgson: The Lodestone. | - Edo van Belkom: Baseball Memories. - Elizabeth Hand: The Bacchae. - Joel Lane: Common Land. - C. S. Fuqua: The Sharps and and Flats Guarantee. - Kim Antineau: Medusa's Child. - T. Winter-Damon: Wall of Masks. - Nicholas Royle: Moving Out. - Barb Hendee: Better Ways in a Wet Alley. - Gregory Nicoll: Close to the Earth. - Philip Nutman: Churches of Desire. - Ron Weighell: Carven of Onyx. |

### Einundzwanzigster Band
(DAW Books; 928). 1993. 352 S. Inhalt:
|  | - Kim Newman: Week Woman. - W. M. Shockley: A Father'S Gift. - Andrew C. Ferguson: The Devil's Advocate. - Jeffrey Osier: Sanctuary. - Yvonne Navorro: Feeding the masses. - Wayne Allen Sallee: Defining the Commonplace Silver. - Carrie Richerson: Apotheosis. - Michael A. Amzen: Spring ahead, Fall back. - H. Andreas Lynch: Haunting me softly. - T. Winter-Damon: City in the Torrid Waste. - Mark McLaughlin: Largesse. - Nicholas Royle: Tracks. - D. F. Lewis: Welsh Pepper. | - Joel Lane: And Some Are Missing. - Lillian Csernica: Fallen Idol. - Simon Clark: Eyes like a Ghost's. - Ed Gorman: The Ugly File. - John Ramsey Campbell: The Limits of Fantasy. - Ron Weighell: China Rose. - Rick Kennett: The Outsider. - Kim Antineau: Briar Rose. - Rand Soellner: Mom School. - Mary Ann mitchell: The Hyacinth Girl. - Adam Meyer: Mind Games. - C. S. Fuqua: Mama's Boy. - Jeffrey Osier: The Shabbie Peeople. |

### Zweiundzwanzigster Band
(DAW Book; 933). 1994. Inhalt:
|  | - Gregory Nicoll: The Ripper's Tune. - T. E. D. Klein: One Size Eats. - Adam Meyer: Resurrection. - Joey Froelich: I live to wash her. - Dennis Etchison: A little known side of Elivis. - Chet Williamson: Perfect Days. - John Ramsey Campbell: See how they run. - Wayne Allen Sallee: Shots Downed, Officer fired. - Sean Doolittle: David. - F. A. McMahan: Portrait of a Pulp-Writer. - Paul Pinn: Fish Harbor. - Mark McLaughlin: Adroitly Wrapped. - Joel Lane: Thicker Than Water. - Scott Thomas: Memento Mori. - Kim Newman: The Blith Spirit. | - Del Stone: companions. - Lillian Csernica: Masquerade. - Deidra Cox: Price of the Flames. - Conrad Williams: The Bone Garden. - Nina Kiriki Hoffman: Ice Cream and Tombstones. - Simon Clark: Salt Snake. - Charles M. Saplak: Lady's Portrait, executes in archaic colors. - Jeffrey Thomas: Lost Alleys. - D. F. Lewis: Salustrade. - Nancy Kilpatrick: The Power of One. - David Langford: The lions in the desert. - Lisa Tuttle: Turning Thirty. - Kim Antineau: Bloodletting. - Nicholas Royle: Flying into Naples. - Terry Lamsley: Under the Crust. |